# 府中村 (岐阜県)
府中村（ふちゅうむら）は、かつて岐阜県不破郡に存在した村である。
現在の垂井町の北東部に該当する。
かつて美濃国府が存在した地域である。

## 沿革
- 江戸時代、旗本領のほか、尾張藩領、天領の混在地であった。
- 1897年（明治30年）4月1日 - 旧来の府中村、平尾村、梅谷村、敷原村、市之尾村、大滝村、新井村が合併し発足。
- 1954年（昭和29年）9月10日 - 垂井町、岩手村、宮代村、表佐村と合併し、改めて垂井町が発足。同日府中村廃止。

## 学校
- 府中村立府中小学校（現・垂井町立府中小学校）

## 名所
- 南宮御旅神社
- 美濃国府跡
  - 南宮御旅神社、安立寺付近。
- 国分尼寺跡
  - 現在の願証寺、威徳寺付近。
- 忍勝寺古墳